# Napoleon-tiara

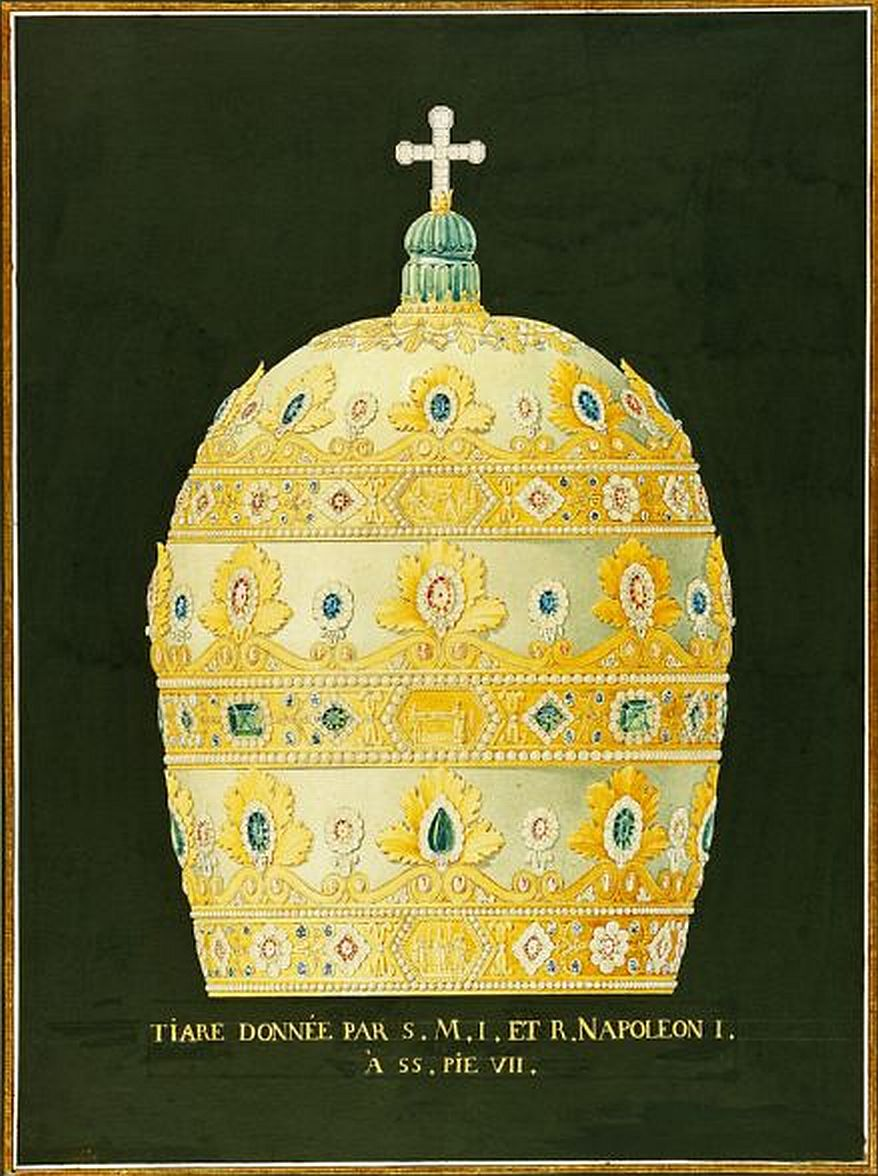
Tekening van de originele Napoleon-tiara (1825), tentoongesteld in het British Museum in Londen.

De Napoleon-tiara is een pauselijke tiara, geschonken aan paus Pius VII door keizer Napoleon I in 1805 ter herinnering aan zijn huwelijk met Joséphine de Beauharnais. De paus ontving de tiara toen hij vanuit Parijs vertrok, waar hij de kroning van keizer Napoleon had bijgewoond.
De tiara was ontworpen en gemaakt door juweliers van het Huis van Chaumet in Parijs. Sommige van de juwelen en versieringen waren afkomstig van voormalige tiara's die door Franse troepen in 1798 waren gestolen. Meest opvallend is de smaragd, die met zijn 404½ karaat tot de grootste in zijn soort behoort. Deze edelsteen was afkomstig uit de tiara van paus Julius II, die in de 16e eeuw gesmeed was door goudsmit Cristoforo Foppa. De tiara kostte in 1804 180.000 francs.
Door het gewicht (8 kilogram) en de omvang was de tiara voor de paus niet gemakkelijk te dragen, waardoor er gespeculeerd werd dat dit met opzet was gedaan om de paus te kleineren. Maar het waren vooral het hergebruik van de gestolen edelstenen en de wijze waarop Napoleon de Kerkelijke Staat had vernederd wat de paus weerhield om de tiara te dragen.
Tijdens de kroning van paus Pius IX op 21 juni 1846 werd de inmiddels aangepaste tiara gebruikt. In 1870 werd de tiara tijdens het Eerste Vaticaans Concilie voor het laatst gedragen.
In opdracht van paus Benedictus XV werden alle edelstenen (met uitzondering van de smaragd) in de tiara vervangen door glazen replica's. De stenen werden verkocht en de opbrengst gebruikt voor hulp aan de slachtoffers van de Eerste Wereldoorlog.
De tiara is momenteel in bezit van het Vaticaan, waar zij niet tentoongesteld wordt. Vermoedelijk is ze ondergebracht in privévertrekken van het apostolisch paleis. Wel heeft het Vaticaan haar al enkele keren uitgeleend en is ze onder andere op tournee geweest door Amerika en tentoongesteld in een expositie over Joséphine de Beauharnais in het Chaumet-museum in Parijs; de juweliers van het huis Chaumet waren immers ook degene die de tiara ontworpen en vervaardigd hadden. Dat 'Maison Chaumet' is voor een aantal jaren het huis geweest van beroemd componist Chopin, die er ook is overleden. Het staat aan het Place Vendôme, waar door Napoleon in 1810 ook een triomfzuil ter ere van hemzelf is opgericht. 
Op het schilderij De kroning van Napoleon door Jacques-Louis David is de tiara ook te zien. Daar wordt zij achter de rug van de Paus door een bediende vastgehouden.  